# Vestre Fængsel
Vestre Fængsel er et arresthus med plads til 543 indsatte, beliggende på Vestre Fælled i bydelen Kongens Enghave i København. Det blev opført i 1895 og er tegnet af Ludvig Fenger. På Vestre Fængsel findes der blandt andet mandlige fællesskabsfløje, og der fandtes en kvindeafdeling (kvinder sidder nu primært i Jyderup fængsel)[kilde mangler], en isolationsafdeling, en særafdeling, hvor negativt stærke indsatte afsoner samt Vestre Hospital.
I midten af korsbygningen findes centralfløjen, hvor blandt andet skolen, kirken, biblioteket og Københavns Fængslers samlede administration og kørselsafdeling (DCA) er placeret. Vestre Fængsel er bygget som en korsformet panoptisk 4-etagers bygning. Fængslet har gennemgået forskellige udvidelser igennem årene.

## Historie
Den 9. november 1891 vedtog borgerrepræsentationen, at der skulle opføres et fængsel på Vestre Fælled for en sum af 1.350.000 kroner. 
Stadsarkitekt Ludvig Fenger stod for tegningerne af fængselsbygningerne, og i 1892 påbegyndte man arbejdet af den planlagte korsformerede 4-etagers bygning. Først blev ringmuren opført. Den er 1200 alen lang (752 meter), 7 alen høj og 2½ alen tyk. Derefter fortsatte man med opførelsen af selve fængselsbygningerne, som bestod af et mandsfængsel (nord-syd fløj), administrationslokaler, kirke, sygehus, vaskeri, stald, funktionærbygninger og inspektørbolig. Vestre Fængsel stod færdigbygget 19. august 1895.
Fængslet har gennemgået adskillige udvidelser igennem årene. Allerede ved udgangen af 1914 tog man fat på at bygge endnu en bygning til mandlige fanger (østfløjen), en bygning til kvindelige fanger (vestfløjen) samt et sygehus til kvindelige fanger. Denne udvidelse stod klar i 1918.
Under besættelsen under 2. verdenskrig blev mange sabotører indsat i Vestre Fængsel, inden de enten blev dømt til døden og henrettet i Ryvangen, overført til Frøslevlejren eller overført til en tysk koncentrationslejr. 
Den franske forfatter Louis-Ferdinand Céline sad anklaget for kollaboration med den tyske besættelsesmagt i Frankrig og fængslet i  Vestre Fængsel fra december 1945. Han sad i over et år uden dom, mens han ventede på udvisning til Frankrig.
I 1996 blev fængslet og nogle af dets daværende indsatte landskendt via DR-dokumentaren Piger i Vestre Fængsel.
På Vestre Fængsel blev der i 2001 oprettet en afsoningsafdeling for negativt stærkt styrende indsatte, hvilket primært drejede sig om indsatte med relation til Hells Angels. I dag er afdelingen dog for indsatte tilknyttet den rivaliserende rockerklub Bandidos. De indsatte på afdelingerne er afsondret fra fængslets øvrige indsatte, men har et indbyrdes fællesskab.
I 2002 fik Vestre Hospital indrettet en ny og moderne undersøgelsesstue. Her foretages ambulant vurdering og undertiden også behandling udført af fængslets sundhedspersonale eller tilkaldte speciallæger.